# Lorenz S. Beckhardt
Lorenz Salomon Beckhardt (* 30. November 1961 in Wiesbaden) ist ein deutscher Journalist und Autor. Er ist Vorsitzender des Verbands Jüdischer Journalistinnen und Journalisten.

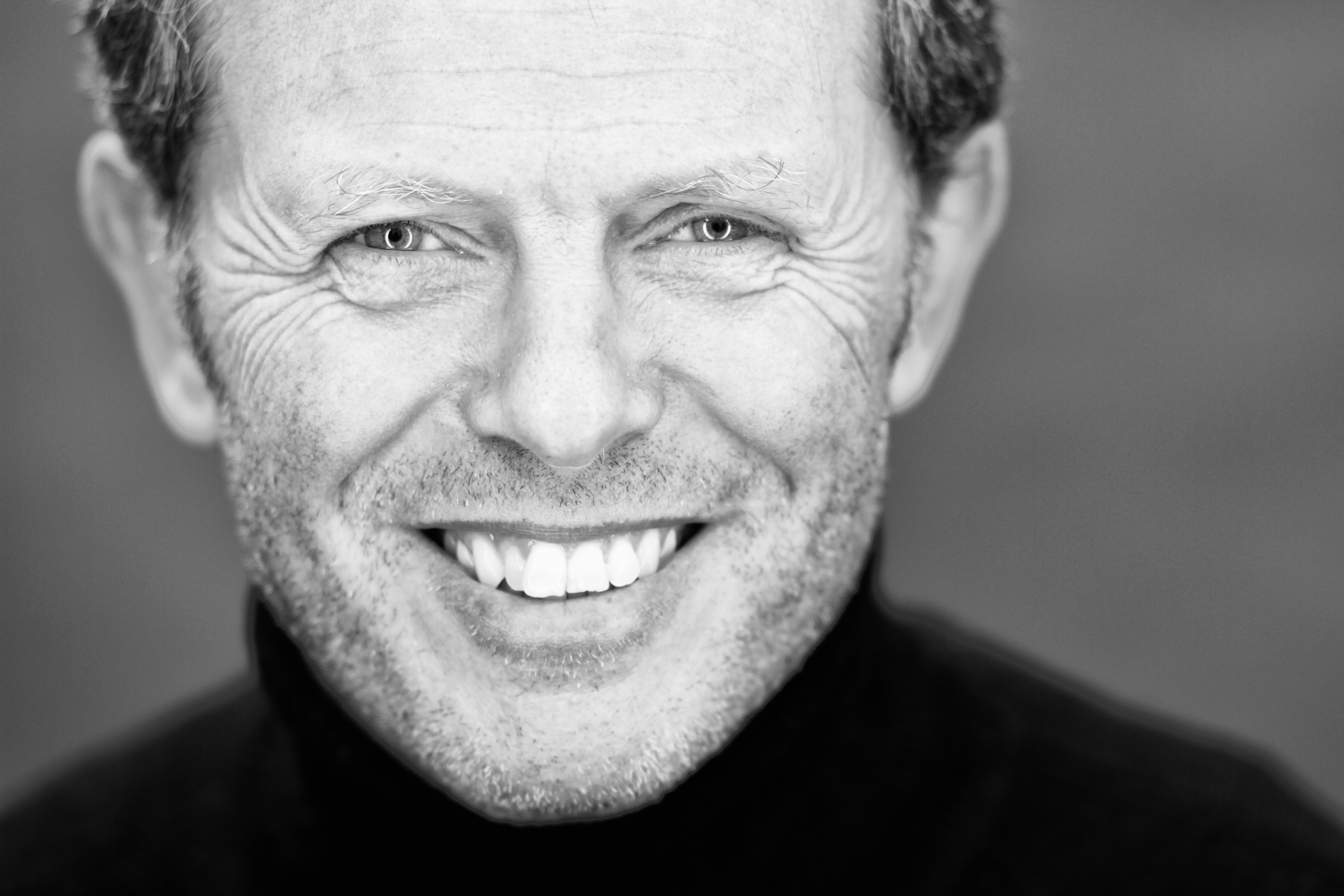
Aufbau Verlag 2014

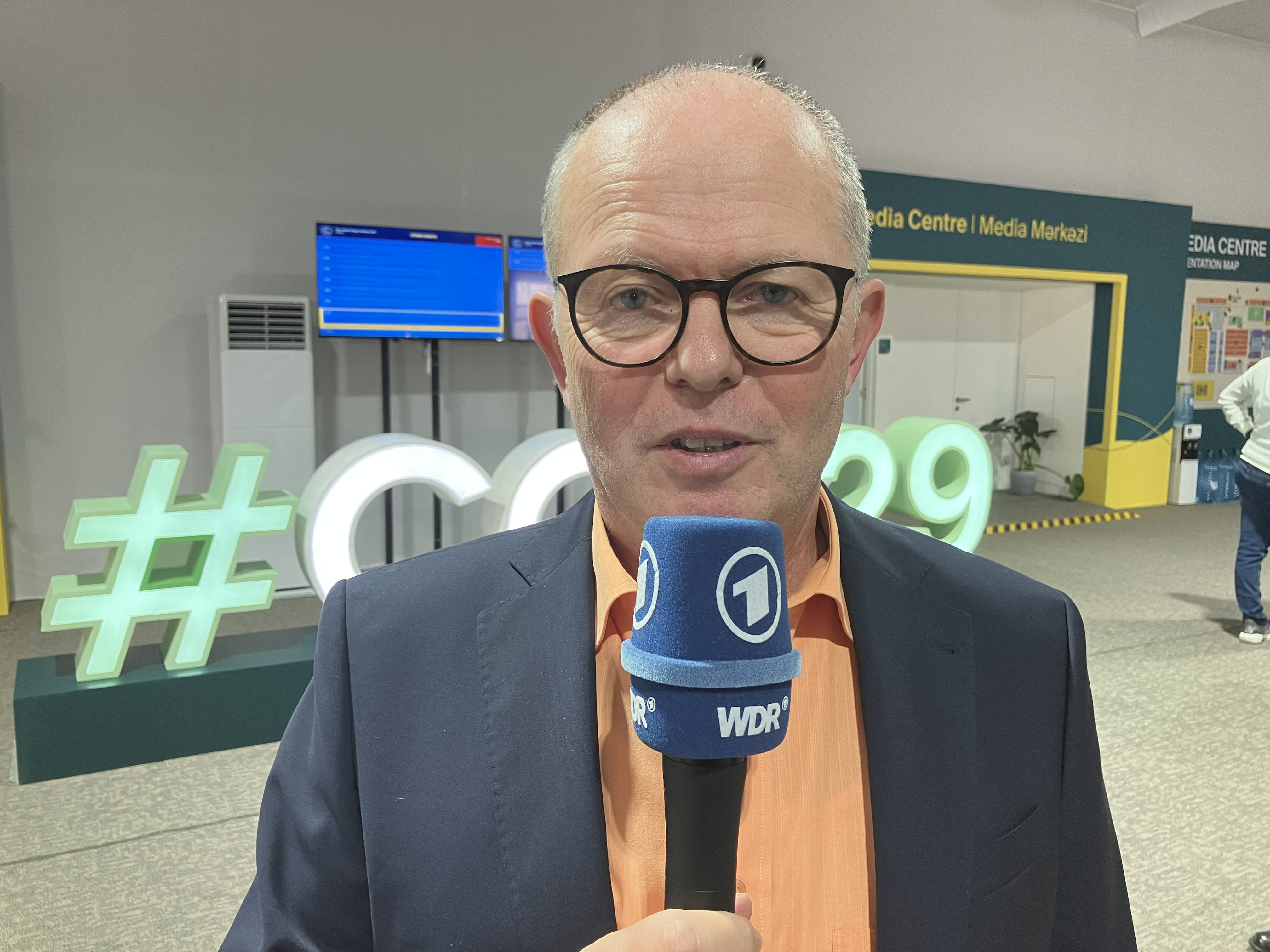
Weltklimakonferenz Baku 2024

## Leben
Beckhardt wurde als Kind von Schoah-Überlebenden und Enkel von Fritz Beckhardt, des höchstdekorierten deutsch-jüdischen Kampffliegers des Ersten Weltkriegs, geboren. Er besuchte die Konrad-Duden-Schule in Wiesbaden, das Beethoven-Gymnasium Bonn und beendete ein Studium an der Universität Bonn als Diplom-Chemiker.

## Arbeit
Von 1980 bis 1990 war er Autor und Redakteur der Zeitschrift ila der Informationsstelle Lateinamerika. In dieser Zeit engagierte er sich in verschiedenen Nichtregierungsorganisationen der deutschen Friedens- und Umweltbewegung, war von 1982 bis 1990 Mitglied im Koordinierungskreis des Bundeskongress entwicklungspolitischer Aktionsgruppen BUKO, heute Bundeskoordination Internationalismus. Nach Redaktionspraktika bei Radio Bremen und beim hr berichtete Beckhardt ab 1990 für die ARD-Hörfunkprogramme über aktuelle Wissenschaft, volontierte 1992/1993 bei der Deutschen Welle und arbeitete von 1993 bis 2005 als Reporter und Redakteur für das ARD-Morgenmagazin und die Tagesschau, u. a. in den ARD-Studios Paris, Brüssel und Tel Aviv. Im Mai 1995 deckte er auf, dass die Türkei entgegen der Behauptung der Bundesregierung deutsche Panzer im Krieg gegen die Kurden einsetzte, und brachte damit den damaligen Außenminister Klaus Kinkel ins Wanken. Im Juni 2001 war Beckhardt an einer TV-Weltpremiere beteiligt, als er für das ARD-Morgenmagazin weltweit als erster Live-Reporter eine Woche lang täglich aus der Arktis über die Forschung zum Klimawandel berichtete. Für den Aufbau der Live-Strecke zwischen der Koldewey-Station des Alfred-Wegener-Instituts auf Spitzbergen und dem WDR in Köln mussten mit Hilfe eines Hubschraubers mehrere Richtfunkstrecken aufgebaut werden.
Beckhardt berichtet in Schulen als Zeitzeuge der Überlebenden des Holocaust. Er schreibt für verschiedene überregionale Zeitungen und hält Vorträge über den Klimawandel, über Antisemitismus, Zionismus, Israel, den Nationalsozialismus, deutsche Erinnerungskultur, jüdisches Leben. Er ist Autor und Redakteur von historischen TV-Dokumentationen.
2006 wurde er Redakteur des WDR-Wissenschaftsmagazins Quarks im WDR-Fernsehen, 2018 Redakteur der gleichnamigen Radiosendung auf WDR5. Bis 2016 leitete er die WDR-Redaktion des 3sat-Wissenschaftsmagazins nano. Seit 2009 ist er Klimaexperte des WDR und Fachredakteur für Klima, Umwelt, Natur, Landwirtschaft und Energie. Seit 2019 kommentiert er in den ARD-Tagesthemen. Beckhardt war 2008 mit Quarks & Co für den Deutschen Fernsehpreis nominiert, erhielt 2009 den Preis für Wissenschaftsjournalismus der RWTH Aachen, 2011 den Online-Medienpreis von Ergo und 2012 den Kölner Medienpreis.
Im Oktober 2014 erschien die Geschichte seiner Familie unter dem Titel Der Jude mit dem Hakenkreuz. Meine deutsche Familie beim Aufbau-Verlag. Er ist Pressesprecher des jüdischen Karnevalsvereins Kölsche Kippa Köpp, Mitglied im Vorstand der Bonner Gesellschaft für Christlich-Jüdische Zusammenarbeit, Mitglied der Deutsch-Israelischen Gesellschaft und Gründungsmitglied des PEN Berlin. Am 10. November 2024 wurde er zusammen mit Susanne Stephan zum Gründungsvorsitzenden des Verbands Jüdischer Journalistinnen und Journalisten gewählt.

## Positionen
Im Juli 2019, anlässlich des Weltüberlastungstags, forderte Beckhardt in einem Kommentar bei den Tagesthemen die Politik dazu auf, „Fleisch, Auto fahren und fliegen so verdammt teuer“ zu machen, dass damit aufgehört wird. Beckhardt behauptete: „Dann wählen wir Euch auch alle“. Beckhardt bezeichnete sich als „Konsumjunkie“, der selbst gerne „um den Globus“ fliege und öfter ein „schönes Stück Fleisch“ esse. Er erklärte dazu: „Süchtige brauchen Hilfe.“ Jedoch könne „kein Arzt umweltschädliche Konsumsucht heilen“. Das könnten „nur mutige Politiker“. Drei Jahre später beklagte sich Beckhardt über steigende Preise und postete regelmäßig Bilder von Urlaubszielen, die er über Fernflüge erreicht hatte, in den sozialen Medien.

## Publikationen (Auswahl)
- Vorwort. In: Marc Edelmann, Klaus Fritsche: Weder Schaf noch Wolf. Sowjetunion und Lateinamerika 1917 bis 1987. ila (Informationsstelle Lateinamerika) e. V., Bonn 1988, ISBN 3-924958-16-5.
- Qualität oder Quote? Der öffentlich-rechtliche Rundfunk in der Rechtsprechung des Bundesverfassungsgerichts. In: Presserecht in der Praxis. Chancen und Grenzen für den Recherche-Journalismus (= nr-Werkstatt; Nr. 1). Netzwerk Recherche, Berlin 2005, S. 29–47.
- Beschnitten und traumatisiert. Die Schoah unterbrach den Weg der Juden in die Moderne, auch darum halten sie an der Beschneidung fest. Auf: fr.de, 23. August 2012. (Auch auf: berliner-zeitung.de mit demselben Erscheinungsdatum: berliner-zeitung.de.)
- Der Jude mit dem Hakenkreuz. Meine deutsche Familie. Aufbau Verlag, Berlin 2014, ISBN 978-3-351-03276-0.
- Bleiben! Zukunft der Juden in Europa. Auf: faz.net, 27. Februar 2015
- Wenn der Staat versagt – Nach den Ereignissen in der Kölner Silvesternacht. In: Jüdische Allgemeine, 14. Januar 2016.
- „Mein Dorf versinkt im Meer.“ Fluchtgrund Klimawandel. Sind die Schäden, die der Klimawandel auf der südlichen Erdhalbkugel anrichtet, legitimer Grund für die Flucht nach Norden? In Bonn wird auch darüber diskutiert. Mit dabei: „Klimazeugen“ von den pazifischen Inseln, deren Heimat im Meer versinkt. Auf: tagesschau.de, 10. November 2017
- Tauch ein! Dracheninseln in Humboldtstrom. Auf: faz.net, 18. März 2018 (aktualisiert am 25. März 2018)
- Nie wieder? – Von der Illusion, Deutschland habe aus seiner Geschichte gelernt. In: Paul Pasch (Hrsg.): Wider das Vergessen – Reflexionen zum Internationalen Tag des Gedenkens an die Opfer des Holocaust. Schwerpunktheft mit Beiträgen von Prof. Dr. Reinhard Schramm und Lorenz S. Beckhardt (= Politik für Europa und Thüringen; Nr. 8). Friedrich-Ebert-Stiftung, Landesbüro Thüringen, Erfurt 2018, S. 3–8. (Als PDF auf library.fes.de, abgerufen am 8. Mai 2021.)
- Der ist auch a Jid. Ein Porträt von Hans Rosenthal anläßlich „50 Jahre Dalli-Dalli“. In: Jüdische Allgemeine. 14. Mai 2021.
- Im Sog der Riesen. Begegnung mit Walhaien in Ostafrika In: Frankfurter Allgemeine Sonntagszeitung. 23. März 2022.
- Jeck und Jüdisch. Judentum und Karneval In: Jüdische Allgemeine. 18. Februar 2023
- Plötzlich Israeli. Wie mich der 7. Oktober 2023 verändert hat In: Jüdische Allgemeine. 10. Januar 2024

## Filme (Auswahl)
- Wir hatten dem Staat den Krieg erklärt – zur Geschichte der RAF und der Bewegung 2. Juni (mit Ingolf Gritschneder), WDR 1996
- Das Dorf in der Arktis. Klimaforschung auf Spitzbergen (mit Hubert Feller), WDR 2001
- Blut und Öl - die Kriege um das schwarze Gold (mit Mathias Haentjes u.a.), WDR 2003
- Der Kampf um Opel (mit Rainer Kuka, Markus Zeidler u. a.), WDR 2004
- Der Jude mit dem Hakenkreuz (mit Mathias Haentjes), WDR 2007
- Mission Rosetta (Memento vom 13. November 2014 im Internet Archive) (mit Florian Bauer, Ulrich Grünewald u. a.), ARD 2014

## Belege
1. ↑  Jüdischer Journalistenverband gegründet, Jüdische Allgemeine, 11. November 2024
2. ↑  Lorenz S. Beckhardt. In: Aufbau-Verlag.de. Abgerufen am 16. Mai 2021.
3. ↑  Lorenz S. Beckhardt - Der Jude mit dem Hakenkreuz. Meine deutsche Familie. In: deutschlandfunk.de. 26. Januar 2015, abgerufen am 24. Juli 2025.
4. ↑  Mitgründer:innen. Archiviert vom Original am 18. Juli 2022; abgerufen am 13. Juli 2022.
5. ↑  ARD-Mann stellt extreme Forderung an die Politik - ZDF-Kollege verspottet ihn öffentlich. In: merkur.de. 1. August 2019, abgerufen am 24. Juli 2025.
6. ↑  „Tagesthemen“: Erst Inflation fordern – jetzt dagegen streiken. In: jungefreiheit.de. 12. Juli 2022, abgerufen am 24. Juli 2025.

| Personendaten    | Personendaten                                  |
| ---------------- | ---------------------------------------------- |
| NAME             | Beckhardt, Lorenz S.                           |
| ALTERNATIVNAMEN  | Beckhardt, Lorenz Salomon (vollständiger Name) |
| KURZBESCHREIBUNG | deutscher Journalist und Autor                 |
| GEBURTSDATUM     | 30. November 1961                              |
| GEBURTSORT       | Wiesbaden                                      |